# Piviale dei pappagalli
Il Piviale dei pappagalli è un paramento liturgico realizzato dalle officine del Tiraz in Sicilia tra il 1225 e il 1250. Come suggerito dal nome, il piviale presenta un motivo ricamato con dei pappagalli. Le sue origini e le leggende che coinvolgono il Piviale dei pappagalli, così come i materiali preziosi che lo compongono e le tecniche utilizzate, lo rendono uno dei pezzi più importanti oggi conservati nel Museo Diocesano di Vicenza.

## Storia

### Donazione
La teoria più popolare, e quella tramandata dalla tradizione, vede l'oggetto come una donazione da parte di Luigi IX, re di Francia, a Bartolomeo da Breganze, insieme alle reliquie della Sacra Spina e della Vera Croce (1259). Nel suo ritorno a Vicenza nel 1260, il vescovo fece costruire la chiesa di Santa Corona come luogo per contenere le reliquie. Il luogo scelto per fondare la chiesa aveva un'accezione fortemente simbolica, essendo in precedenza un quartiere per i catari, pertanto la presenza delle reliquie e della chiesa avrebbe avuto la funzione di purificare la precedente presenza degli eretici.
Dal momento che il piviale è di manifattura siciliana, è importante ricordare la connessione tra Luigi IX e la Sicilia, che è resa evidente dal fatto che il fratello minore, Carlo d'Angiò, regnò per un breve periodo come Re di Sicilia dal 1266 al 1282. La sua ascesa al potere fu resa possibile dal suo coinvolgimento nell'ottava crociata, che fu finanziata da papa Urbano IV e dallo stesso Luigi IX; ciò gli permise di avere un'ulteriore influenza sui Guelfi e sulle elezioni papali. Sebbene la ribellione dei Vespri siciliani mise fine al regno di Carlo d'Angiò, è possibile che egli avesse ottenuto il piviale dei pappagalli in questo periodo e che l'avesse portato con sé a Parigi. L'arrivo del piviale a Vicenza attraverso il Bartolomeo da Breganze non è documentata, pertanto la mancanza di ogni menzione nei documenti della donazione ha portato gli studiosi a credere ad un'altra ipotesi.
Attualmente la teoria più accettata dagli studiosi è quella che ritiene che il piviale sia piuttosto un dono da parte di Federico II ad Ezzelino da Romano, dal momento che la presenza di Federico II in Veneto è ben documentata, così come la sua connessione con Ezzelino, tiranno che regnò su Vicenza tra il 1236 e il 1259 grazie al supporto del sovrano, del quale fu alleato e fidato confidente. In aggiunta Ezzelino sposò la figlia di Federico, Selvaggia, nel 1238, ed è possibile che il mantello gli fosse stato donato in occasione delle nozze. La liberazione di Vicenza dalla tirannia di Ezzelino (1259-1260) permise al vescovo Bartolomeo da Breganze di assumere una posizione di potere tale da porre sotto la sua giurisdizione il Piviale. In questo modo il tessuto, in seguito alla morte di Ezzelino, sarebbe passato al comune di Vicenza e successivamente alla chiesa di Santa Corona, fatta costruire dallo stesso vescovo.
Sebbene nessuna delle due teorie abbia dei documenti o inventari che le supportino, è possibile affermare che una connessione con Luigi IX sarebbe stata preferita a quella con il tiranno Ezzelino, allineato con i Ghibellini nella lotta contro l'influenza del papato. In aggiunta il piviale avrebbe ottenuto un valore ancora maggiore in seguito alla canonizzazione del re in quanto san Luigi, diventando così una reliquia da contatto. Pertanto il forte legame di Luigi IX con la fede cristiana è in netto contrasto con la scomunica di Ezzelino da parte di Innocenzo IV e la sua tirannia. Nonostante l'impossibilità ad oggi di giustificare questa possibile modifica della storia dell'oggetto, è indubbio che ci fosse una motivazione verso il cambiamento della leggenda e nella scelta di pre-datare il dono sotto l'inventario della donazione da parte del re di Francia.

### Provenienza
Sebbene non ci siano documenti che indichino esplicitamente il luogo esatto di realizzazione del manto o l'officina specifica, è possibile ipotizzare che esso sia stato realizzato in un'officina siciliana, in particolare nel Tiraz reale di Palermo. Questa ipotesi è rafforzata dal fatto che nel 1220 Federico II fece espellere una parte della popolazione musulmana dell'isola, che era la principale produttrice di tessuti in Sicilia, e questo portò ad un maggiore utilizzo di materie prime quali il cotone o il lino invece della seta.

### Restauro

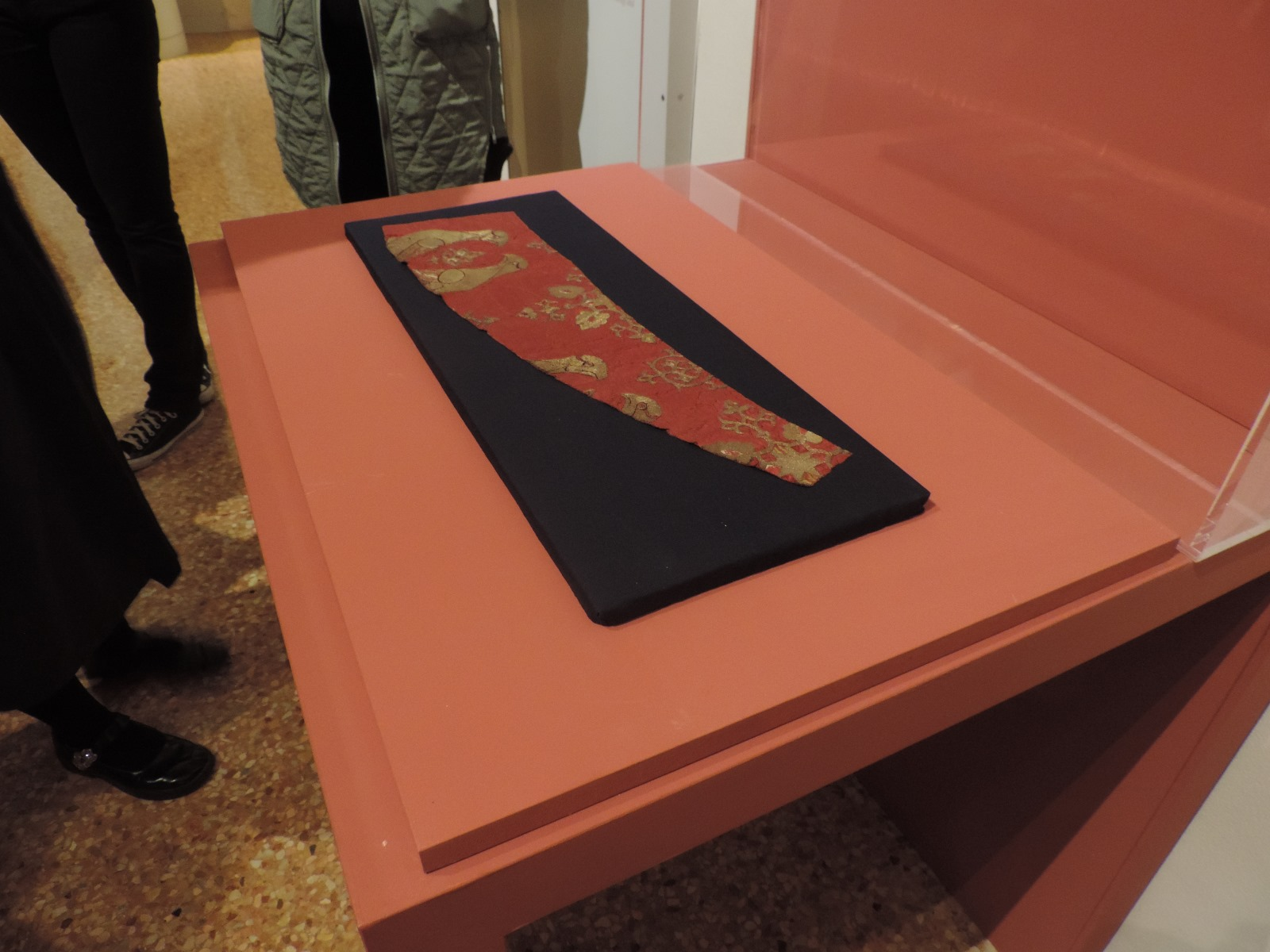
Frammento ritrovato da Mons. Francesco Gasparini

Il direttore del museo Diocesano di Vicenza, mons. Francesco Gasparini, ritrovò nel 2014, un frammento del Piviale dei pappagalli all'interno di una cassa nella Chiesa di Santa Corona. Il ritrovamento di questo frammento ha permesso di avviare una campagna di analisi e restauri dell'intero piviale, che a causa della sua fragilità non poteva essere sottoposto ad indagini invasive prima di questo fatto.
Il restauro ha generato anche una serie di studi che hanno permesso di approfondire la storia e la materialità dello stesso piviale. All'interno di questo testo i restauratori hanno effettuato un'analisi critica di dove esattamente il frammento avrebbe potuto essere posizionato nel tessuto, portando ad un'ulteriore consapevolezza e comprensione del fatto che il tessuto nel suo insieme era stato accorciato e tagliato ai bordi.

## Descrizione

### Tecnica e materiali
Il Piviale dei pappagalli è realizzato in sciamito rosso (dal greco έξαμιτόι), un materiale dall'alta qualità e costo, derivato dall'unione di sei fili che compongono la trama. Per realizzare un tessuto di tali dimensioni si sarebbe utilizzato un telaio a tiro ad hoc, rendendo ancora più costosa la lavorazione. La tecnica dello sciamito era tipicamente orientale ma è anche documentata a Palermo nei secoli XII e XIII.
Il filato è realizzato con la tecnica dell'oro posato, che utilizza fili con un'anima in seta gialla avvolti da una sottile lamina in argento dorato, e fili policromi in corrispondenza della coda dei pappagalli.
La tintura utilizzata viene chiamata chermes (o kermes), ed è ottenuta attraverso l'essiccazione del carapace del Coccus Ilicis. Un altro tipo di tintura, emerso nei recenti restauri, è la robbia (Rubia Tinctorum), un colorante rosso di costo minore; nel caso del Piviale dei pappagalli la robbia è stata utilizzata per tingere l'ordito, che rimane nascosto sotto la trama e, anche se la robbia era una tintura meno costosa del chermes, era comunque piuttosto lussuosa. La particolarità di questo uso della robbia testimonia ulteriormente la ricchezza del piviale vicentino.
Nel Medioevo il colore purpureo del manto sarebbe stato associato con la provenienza regale del tessuto e al tempo stesso con il sangue di Cristo e di conseguenza la Passione.

#### Usi e significato
Dalle fonti è possibile capire che il Piviale dei pappagalli poteva essere indossato anche da persone laiche, così come è suggerito da Eustachio da Bologna, Priore dei padri predicatori di Vicenza, in una lettera a Giambattista Marini:
(Lettera di Eustachio da Bologna a Giambattista Marini, 28 luglio 1663)

Da questa lettera si evince l'importanza data al piviale già a partire dal Seicento, ed era indossato nelle cerimonie di maggiore importanza sebbene fosse considerato una reliquia da contatto. Nel 1692 si decise di bruciare la maggior parte dei paramenti liturgici presenti nella chiesa di Santa Corona per poterne ricavare dell'oro ma il Piviale dei pappagalli venne esplicitamente escluso da questa pratica.
(30 giugno 1692)

### Iconografia
Il Piviale dei pappagalli raffigura una serie di uccelli. Il motivo è ripetuto geometricamente per tutta la superficie tessile e, se indossato sulle spalle, gli uccelli si volgono verso la stessa posizione, puntando le zampe verso terra. Come suggerito dal nome del piviale gli uccelli rappresentati sono per la maggior parte identificati come pappagalli, anche se altri studiosi hanno suggerito la possibilità che gli uccelli siano invece falchi. Per quanto riguarda l'iconografia del piviale, il pappagallo era un motivo piuttosto popolare nel medioevo, soprattutto tra il XII e XIV secolo, in particolar modo in Sicilia, influenzata dall'Oriente attraverso i flussi creati dalle crociate. Un simile motivo e con una provenienza affine è presente anche nel Piviale di Bonifacio VIII, decorato con pappagalli e falchi. 

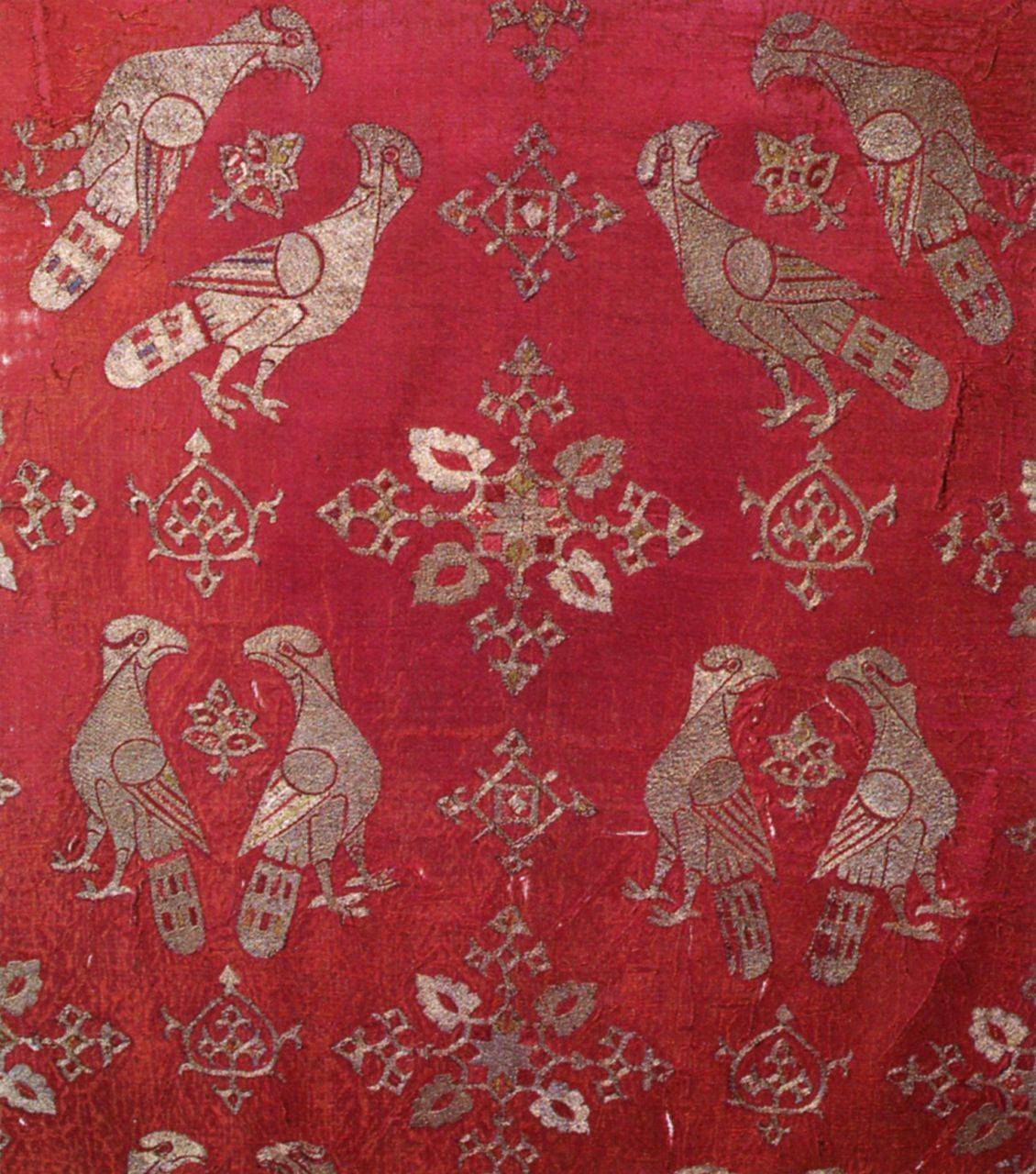
Motivo a pappagalli

Nell'immaginario cristiano vi era la credenza che il pappagallo fosse un uccello pulito che odiava la pioggia. Questo si originò in relazione alla provenienza del pappagallo, che secondo il mondo occidentale proveniva dalle montagne dell'India dove non pioveva mai. Per questo motivo e per l'idea che il pappagallo poteva perdere i suoi colori puri se toccato dalla pioggia, l'uccello veniva associato ai concetti di purezza e pulizia e di conseguenza la pioggia veniva ricondotta al peccato.
Non era soltanto la provenienza del pappagallo ad avere significato, ma forse più importante era la principale caratteristica dello stesso uccello, ovvero il fatto che potesse parlare come l'uomo. Questa particolarità lo collegava direttamente alla prefigurazione del Verbo di Cristo. In aggiunta vi erano altre connessioni con la Vergine poiché il suo canto sembrava imitare l'esclamazione cristiana "Ave".
L'iconografia del falco è legata ad un ambito più cortese, vista l'associazione con la pratica della falconeria e la sua funzione di compagno di caccia. Il falco era in stretto contatto con il suo padrone ed era particolarmente apprezzato tra la nobiltà in quanto simbolo di prestigio sociale. La padronanza dell'arte della falconeria e la partecipazione alle attività di caccia creava una gerarchia e consolidava la propria posizione a corte. Per questi motivi il falco simboleggiava il potere regale. In connessione con la provenienza del Piviale dei pappagalli vi è la figura di Federico II, il quale scrisse il celebre De arte venandi cum avibus, pubblicato nel 1248 in Sicilia; questo legame potrebbe gettare una nuova luce sull'identificazione degli uccelli del piviale.

### Cappuccio
Il cappuccio è l'elemento che caratterizza un piviale in quanto tale. Il suo nome deriva dal fatto che in origine era effettivamente un cappuccio ma in seguito fu semplificato gradualmente fino ad assumere la forma di un triangolo a rovescio. Poiché il piviale dei pappagalli non era in origine un manto religioso, ma uno laico, mancava di cappuccio, che venne quindi realizzato in un momento successivo.

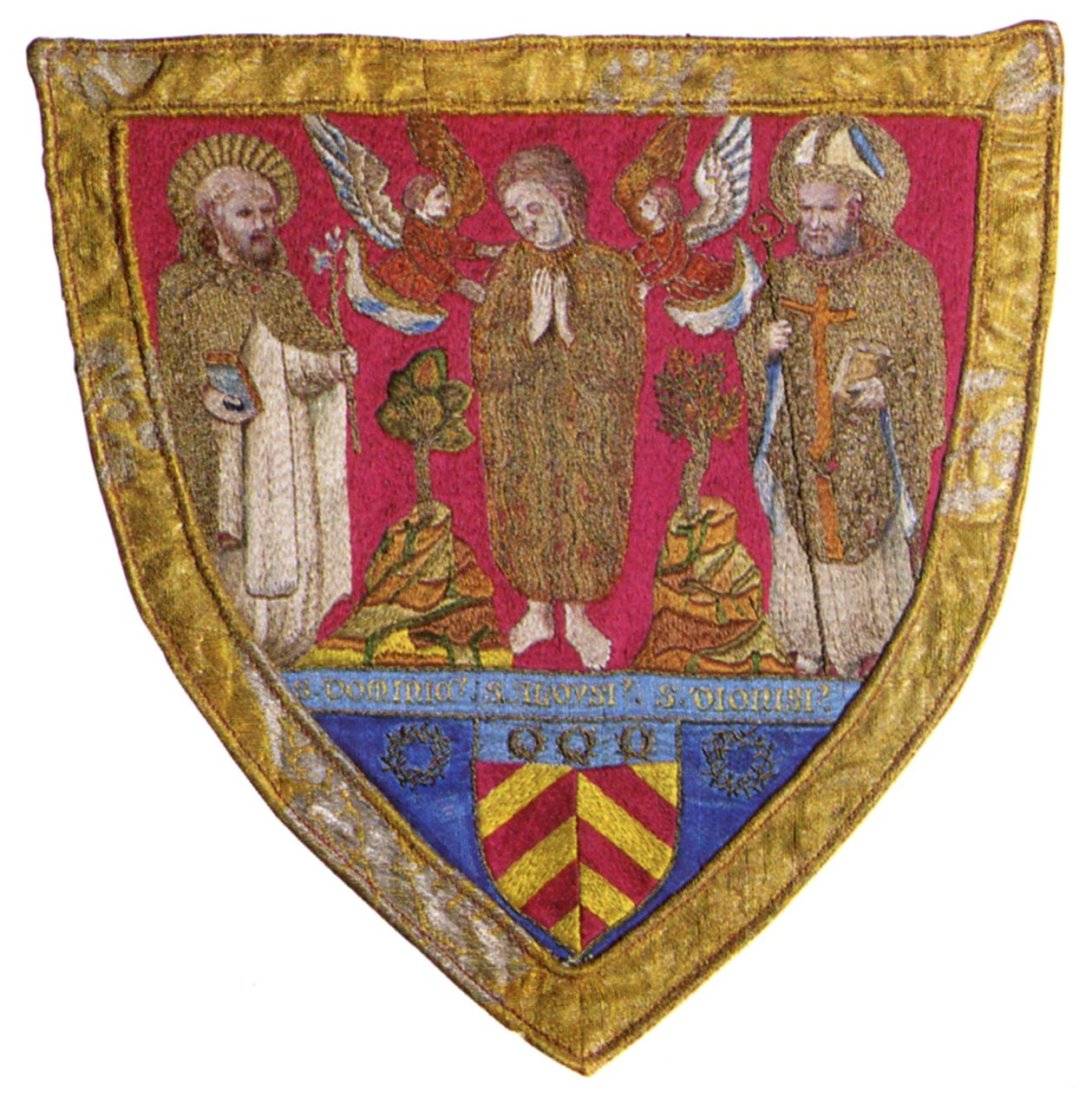
Cappuccio del Piviale dei Pappagalli

Il cappuccio del Piviale dei Pappagalli è il risultato di una stratificazione di tessuti, a partire dal pezzo centrale con le figure di santi, che è quasi sicuramente un elemento di riuso. La fascia azzurra con le iscrizioni dei nomi dei santi e la pezza con lo stemma sono un'aggiunta successiva. Il tutto è circondato da una fascia dorata risalente al XVIII sec. e da un tessuto damascato purpureo della fine del XVIII e inizio XIX sec.

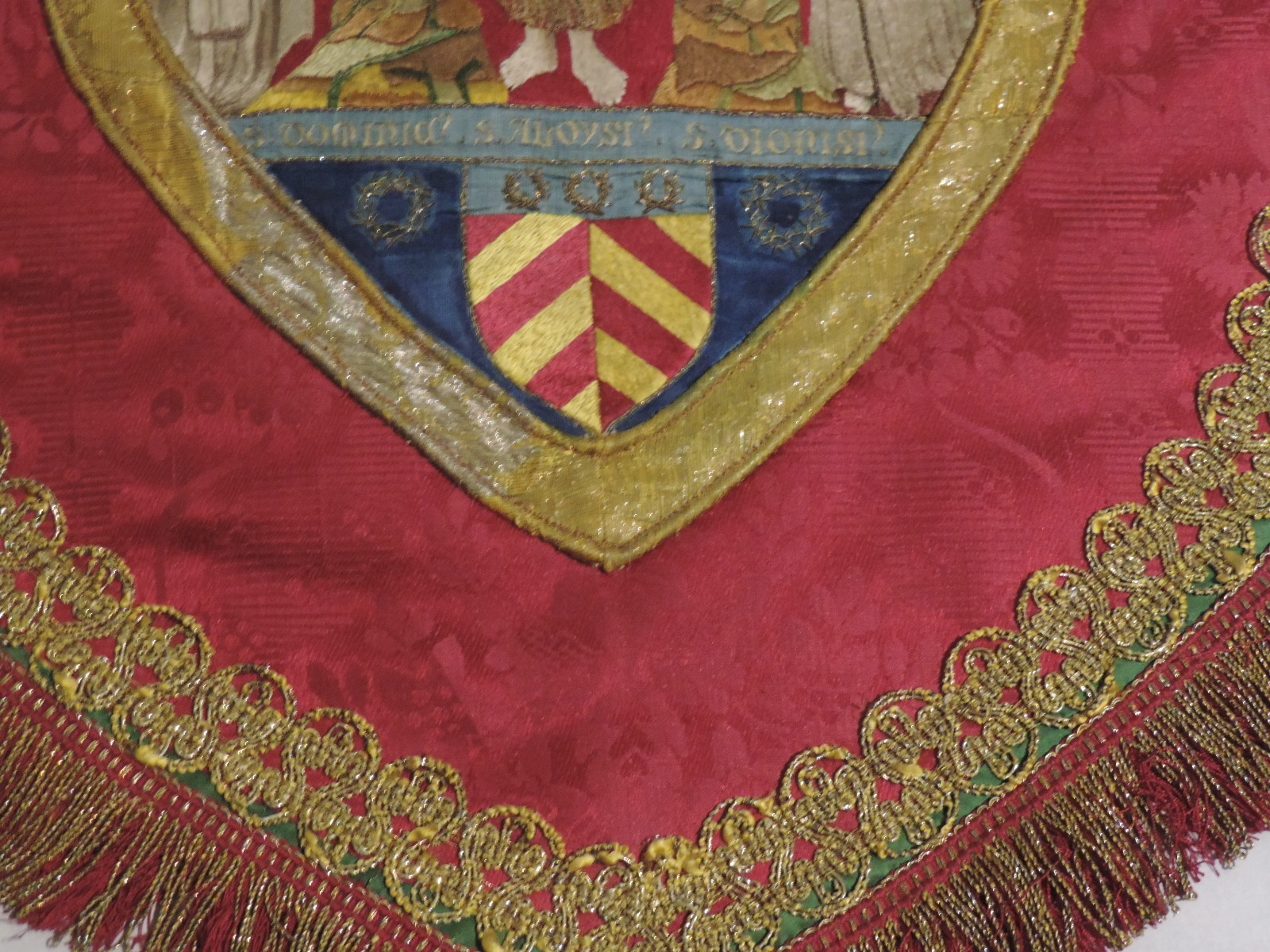
Dettaglio del Cappuccio del Piviale dei pappagalli

La parte centrale del cappuccio presenta tre figure di santi, due angeli ed elementi naturali. Il personaggio a sinistra è San Domenico e la sua presenza è giustificata dal fatto che la chiesa di Santa Corona era di fondazione domenicana.
A destra è presente san Dionigi, come suggerito dall'iscrizione sottostante ("S. Dionisi"), tuttavia è probabile che non sia il primo vescovo di Parigi ma piuttosto che si tratti di San Dionigi l'Areopagita o Pseudo Dionigi, in quanto Bartolomeo da Breganze fu autore di De Venatione divinis amoris, un commentario sui testi di Dionigi l'Areopagita. Il riferimento a san Dionigi l'Areopagita è probabilmente un omaggio al leggendario ricevitore del Piviale da parte di Luigi IX.
Al centro è presente una figura penitente, che l'iscrizione identifica come san Luigi IX, ma è più probabilmente una figura femminile, forse Maria Maddalena o Maria Egiziaca dal momento che questo è un frammento di riuso.

#### Lo stemma
Tradizionalmente lo stemma nel cappuccio del Piviale dei Pappagalli viene riconosciuto come quello della famiglia Pigafetta, ma questa credenza è scorretta vista la poca somiglianza tra i due stemmi.
Probabilmente lo stemma si deve ricondurre alla figura di Alberto Fiocardo, canonico e arcidiacono della cattedrale di Vicenza, che fece costruire la cappella del Salvatore dove fu sepolto nel 1467.
Lo stemma sarebbe quindi una brisura dell'originale stemma della famiglia Fiocardo che era blu con una fascia dorata, tre corone di alloro, tre stelle a otto punte e un capriolo. Non ci sono tuttavia documenti che testimoniano un legame tra Alberto Fiocardo e la chiesa di Santa Corona.